# Vynález zkázy (film)
Vynález zkázy je československý vědeckofantastický film, který roku 1958 natočil režisér Karel Zeman podle stejnojmenného románu francouzského spisovatele Julese Verna.
Film byl realizován originálním způsobem. Výtvarná složka vycházela z původních ilustrací-rytin k Vernovým románům od dvojice francouzských malířů Édouarda Rioua a Léona Benetta. Záměrně naivizující triky byly inspirovány postupy francouzských snímků Georgese Mélièse z počátku 20. století. Půvab tohoto filmu, který se řadí mezi vysoce ceněnou světovou klasiku, podtrhl i poetický scénář básníka Františka Hrubína a hudba známého filmového skladatele Zdeňka Lišky.

## Postavy a obsazení
| Arnošt Navrátil                                | profesor Roch  |
| Lubor Tokoš                                    | Šimon Hart     |
| František Šlégr                                | kapitán pirátů |
| Miloslav Holub                                 | Artigas        |
| Václav Kyzlink                                 | inženýr Serke  |
| Jana Zatloukalová (dabing: Alena Kreuzmannová) | Jana           |
| Otto Šimánek                                   | muž ve vlaku   |
| Felix le Breux                                 |                |
| František Řehák                                |                |

## Tvůrci
- Podle románu Julese Verna volně zpracoval Karel Zeman
- Scénář: Karel Zeman, František Hrubín a Milan Vácha
- Vyprávění: Jiří Brdečka
- Dialogy: Milan Vacha
- Scénosled: Ivo Toman, Ivan Frič
- Kamera: Jiří Tarantík
- Triková část – pohyb: Arnošt Kupčík, Jindřich Liška, František Krčmář
- Triková část – kamera: Jiří Tarantík, Bohuslav Pikart, Antonín Horák
- Triková část – malíři: Zdeněk Ostrčil, Josef Zeman
- Triková část – spolupracovali: Vlasta Slaměnová, Jan Čep
- Hudba: Zdeněk Liška
- Hraje: Filmový Symfonický Orchestr
- Řídí: František Belfín
- Hrají: Lubor Tokoš, Arnošt Navrátil, Miloslav Holub, František Šlégr, Václav Kyzlink, Jana Zatloukalová
- Střih: Zdenék Stehlík
- Zvuk: František Strangműller, Hanuš Silvera
- Mluví členové Dismanova souboru: Zdeněk Kříž, Helena Hustolesová
- Mluví: Felix le Breux
- Pomocná režie: Milan Vácha
- Asistent režie: Zdeněk Rozkopal
- Pomocný střih: Diana Hőnigová
- Asistenti kamery: František Vlček, Arne Parduba
- Zvukaři: František Cerný, Josef Zavadil
- Výtvarníci: Miroslav Barták, Miloslav Ponížil, František Skřípek
- Vedoucí výroby štábů: Antonín Holan, Miloslav Jílovec, Květoslav Radimský
- Asistent střihu: Zuzana Turnovská
- Asistenti výroby: Karel Hutěčka, Miloš Nesvadba, Alice Valíčková
- Technický vedoucí: František Hanus
- Masky: Oldřich Mash, František Havlíček
- Kostýmy: Karel Postřehovský
- Výprava: František Mádl, Vilém Janík
- Vrchní osvětlovač: Jiří Liška
- Vedoucí výroby: Zdeněk Novák
- Vedoucí štábu: Jan Stráník
- Režisér a výtvarník: Karel Zeman
- Vyrobil: Krátký film Praha, Studio loutkových filmů Gottwaldov
- Laboratoře Gottwaldov

## Ocenění
Film patří k mezinárodně nejúspěšnějším českým filmovým dílům a získala mnoho cen:
- Cena francouzských filmových kritiků
- Křišťálová cena Francouzské filmové akademie
- Velká cena Expo 58
- Cena československé filmové kritiky
- Státní cena Klementa Gottwalda 1959

## Restaurování
Dne 13. října 2014 byly oficiálně zahájeny práce na digitálním vyčištění filmu. Stalo se tak v rámci projektu Čistíme svět fantazie, na němž spolupracovala Nadace české bijáky s Muzeem Karla Zemana a Českou televizí, s garancí Ministerstva kultury ČR. Americký restaurátor James Mockoski pro pořad Hyde Park uvedl, že byly při práci na filmu objeveny některé chyby, jako například přítomnost animátora v záběru, které však považoval za autorský rukopis, a tak při čištění nebyly odstraněny.
Premiéra restaurovaného filmu proběhla 10. července 2015 na Světové výstavě Expo 2015 v severoitalském Miláně a současně na Mezinárodním filmovém festivalu Karlovy Vary spolu s dalšími nově rekonstruovanými snímky. Na týž den zařadila Česká televize rekonstruovanou verzi filmu do programu stanice ČT2. V českých kinech běží od 30. července 2015.